# 沙龍谷歷史區
沙龍谷（英語：Sharon Valley）是位於美國康乃狄克州利奇菲爾德縣的一個鬼鎮。該地的面積和人口皆未知。

## 地理
沙龍谷的座標為41°53′02″N 73°29′32″W / 41.88389°N 73.49222°W，而該地的平均海拔高度為159米（即522英尺）。